# Wymysłów (Łapanów)
Wymysłów – część wsi Łapanów w Polsce położona w województwie małopolskim, w powiecie bocheńskim, w gminie Łapanów.
W latach 1975–1998 Wymysłów należał administracyjnie do województwa tarnowskiego.